# Albertus Verbrugh Rijksz.

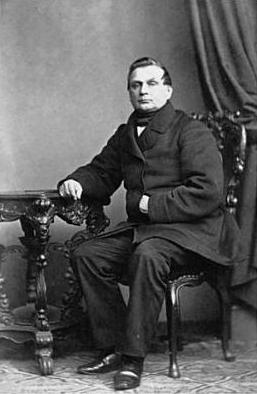
Albertus Verbrugh Rijksz.

Albertus Verbrugh Rijksz. (Eck en Wiel, 15 december 1813 - aldaar, 13 december 1894) was een Nederlands lokaal bestuurder.

## Biografie
Albertus Verbrugh was een zoon van Rijk Verbrugh, poldermeester van Eck en Wiel en hoofdingeland van de polder Neder-Betuwe, en Catharina de Ridder. Hij trouwde in 1849 met Maria Hendrika Heuff (1818-1884), dochter van Johan Adriaan Heuff, burgemeester van Zoelen.
Verbrugh was van 1845 tot 1854 secretaris en ontvanger van de polder Eck en Wiel, van 1863 tot 1891 burgemeester van Maurik, van 1885 tot 1890 heemraad van de polder Neder-Betuwe en van 1876 tot 1883 lid van de Provinciale Staten van Gelderland.
Zijn zoon Marius Hendrik Wouter Verbrugh was van 1901 tot 1930 eveneens burgemeester van Maurik.